# Beat (imię)
Beat – imię męskie pochodzenia łacińskiego. Wywodzi się od słowa beatus – błogosławiony. Zbliżone w znaczeniu do imion Feliks i Fortunat.
W Polsce w XXI wieku imię nie jest popularne. W styczniu 2025 r. w rejestrze PESEL, wśród publicznie dostępnych danych dotyczących osób żyjących, wykazano 11 mężczyzn o imieniu Beat nadanym jako imię pierwsze oraz 5 – jako imię drugie. 
Beat imieniny obchodzi: 19 lutego, 9 maja i 31 lipca.
Żeński odpowiednik: Beata.